# Torchiara
Torchiara è un comune italiano di 1 906 abitanti della provincia di Salerno in Campania, nel parco nazionale del Cilento, Vallo di Diano e Alburni.

## Geografia fisica

### Territorio
Il comune è posto sul primo gruppo collinare cilentano (arrivando da Salerno), a sud-est di Agropoli, a circa 350 metri di altitudine sul livello del mare in posizione panoramica rispetto al golfo di Salerno, la piana del Sele, la costiera amalfitana e l'isola di Capri. Le colline appartengono orograficamente al gruppo del monte Stella; costituiscono il versante nord-occidentale della valle dell'Alento che, rispetto al versante opposto, appare molto meno brullo ed è più densamente popolato e più fertile.
Il piccolo borgo di Torchiara è diviso in due parti, Soprana (la parte più antica) e Sottana; ha inoltre due frazioni, Copersito e Sant'Antuono. I vari toponimi di zone e quartieri si riferiscono ai proprietari locali (Li Pavoni, Li Gaifieri, Li Ciota, Li Galvani, Li Vacchiani, etc.) o alla località (la Croce, le Case bianche, il Serrone).
- Classificazione sismica: zona 3 (sismicità bassa), Ordinanza PCM. 3274 del 20/03/2003.

### Clima
La stazione meteorologica più vicina è quella di Capaccio. In base alla media trentennale di riferimento 1961-1990, la temperatura media del mese più freddo, gennaio, si attesta a +6,8 °C; quella del mese più caldo, agosto, è di +24,4 °C.
| CAPACCIO           | Mesi | Mesi | Mesi | Mesi | Mesi | Mesi | Mesi | Mesi | Mesi | Mesi | Mesi | Mesi | Stagioni | Stagioni | Stagioni | Stagioni | Anno |
| CAPACCIO           | Gen  | Feb  | Mar  | Apr  | Mag  | Giu  | Lug  | Ago  | Set  | Ott  | Nov  | Dic  | Inv      | Pri      | Est      | Aut      | Anno |
| ------------------ | ---- | ---- | ---- | ---- | ---- | ---- | ---- | ---- | ---- | ---- | ---- | ---- | -------- | -------- | -------- | -------- | ---- |
| T. max. media (°C) | 9,9  | 9,9  | 12,6 | 16,0 | 19,8 | 24,3 | 28,7 | 29,2 | 25,4 | 20,9 | 15,8 | 12,0 | 10,6     | 16,1     | 27,4     | 20,7     | 18,7 |
| T. min. media (°C) | 3,7  | 4,0  | 5,7  | 8,6  | 11,7 | 15,6 | 19,1 | 19,6 | 16,5 | 13,0 | 9,1  | 5,9  | 4,5      | 8,7      | 18,1     | 12,9     | 11,0 |

## Storia
Torchiara deriva forse il suo nome dalla turcula, cioè dalla presenza sul territorio di un torchio per spremere le uve. Un'altra ipotesi vuole che il toponimo Trocclara, di cui nel terzo inserto dell'atto di concordia (anno 1100) tra il vescovo Alfano di Paestum e l'abate Pietro da Salerno, derivi da una locale torre («Quasi Turris clara», chiara cioè per le sue Torri).
La storia della piccola comunità di Torchiara s'iscrive nella tipologia degli eventi coinvolgenti tutta la Baronia del Cilento con i frequenti passaggi di proprietà da un feudatario all'altro.
Nel 1535 l'ultimo principe di Salerno, Ferrante Sanseverino, vendette questo feudo per ducati 5500 a Francesco De Ruggiero di Salerno. Il feudo rimase ai De Ruggiero, attraverso i discendenti, fino al 1598 quando, insieme con quello vicino di Copersito, fu venduto a Marfisia del Vecchio, moglie di Alessandro De Conciliis: rimase in possesso dei baroni De Conciliis nei secoli seguenti fino agli inizi del 1800.
Nel XIX secolo Torchiara ha dato il suo contributo ai moti insurrezionali che cercavano di sbalzare dai loro troni i grandi, medi e piccoli monarchi per creare l'unità d'Italia. Si distinsero Gian Battista Riccio e i fratelli Angelo e Carlo Pavone, animatori della rivolta locale e collegati con i liberali di tutto il Cilento: una lapide collocata nella frazione Sant'Antuono un secolo dopo l'evento storico ricorda il luogo del raduno della colonna di rivoltosi che, al comando di Angelo Pavone, doveva congiungersi alle altre a Vallo della Lucania. Tutta la vicenda era votata all'insuccesso però essa restò nella memoria popolare come evento di ampia portata se ancora nel secolo scorso un tal Cola 'o paccio cantava nelle fiere questi versi altisonanti: "Si vuó sapé quanno se muvìa la nazione, foie li ricessetti re jennaro, primo tenende Minico Picone, ronn'Angilo Pavone lu generale". Nel 1848 Torchiara fu considerata dalle autorità "covo dell'insurrezione" tanto che fu allestita una nave per portare ad Agropoli un battaglione di soldati con il compito di "porre a dovere il circondario di Torchiara". Un funzionario borbonico riferiva che "la principale riunione dei rivoltosi era la taverna di Sant'Antuono".
Torchiara ebbe per circa un secolo un prestigioso ruolo amministrativo. Nel 1807, con l'introduzione del codice napoleonico, il Regno delle Due Sicilie fu frazionato in dieci province suddivise in distretti e circondari, strutture di carattere territoriale intermediarie tra la Provincia e i singoli comuni. Per la sua centralità territoriale, dal 1811 a Torchiara fu affidato il ruolo di capoluogo del circondario appartenente al Distretto di Vallo, che riuniva Agropoli, il comune più piccolo, Prignano Cilento, Cicerale, Laureana Cilento, Rutino e Ogliastro Cilento.
Dal 1860 al 1927, durante il Regno d'Italia divenne capoluogo dell'omonimo mandamento appartenente al Circondario di Vallo della Lucania.
Con l'abolizione dei circondari, declina il ruolo amministrativo di Torchiara e via via nel corso degli anni si assiste al trasferimento dei vari uffici in altre località, la Pretura a Vallo della Lucania (con conseguente chiusura dei locali del carcere), l'Ufficio del Registro ad Agropoli.

## Monumenti e luoghi d'interesse
I caratteristici centri storici di Torchiara e Copersito propongono tipologie edilizie tipiche varie dall'architettura rurale minore agli edifici nobiliari del XVII-XVIII secolo d.C. ed edifici religiosi del XII secolo, ricchi di elementi architettonici e decorativi, e contenenti importanti opere d'arte tardo-medioevali e rinascimentali. In particolare si segnalano:
- Palazzo Torre, con la grande torre centrale quadrangolare che ingloba probabilmente i resti di una delle antiche sette torri cittadine (dell’impianto originario non rimane nulla, perché il palazzo è stato ricostruito nel XIX secolo). Accanto a palazzo Torre è ubicata la casa che quasi certamente fu del patriota Giovan Battista Riccio, al’interno della quale si conserva ancora una scala decorata con archetti pensili;
- Chiesa del SS.Salvatore, risalente al 1100, edificata su un’altura da cui si gode di un ampio panorama, è costituita da tre navate lungo le quali, inserite in nicchie adornate di stucchi, si collocano statue e busti lignei riferibili al XVII e XVIII secolo. Un tempo nell'abside della chiesa era collocato un importante polittico composto nel registro inferiore da una tavola centrale raffigurante la Madonna con Bambino e San Giovannino, ai lati Santa Caterina d'Alessandria e Santa Maria Maddalena, e nel registro superiore da una tavola centrale con la Trasfigurazione e ai lati San Pietro e San Paolo, oggi esposto nel museo diocesano di Vallo della Lucania. La tavola, datata 1577, è attribuita a Marco Pino da Siena;
- Chiesa di Santa Barbara, protettrice del piccolo borgo della frazione Copersito ,è annessa al palazzo baronale de Vita[11], famiglia insediata già nel 1400. La parrocchia risale al XVI secolo ,è gestita dai frati minori francescani, oggi è una casa di riposo[12];
- Chiesa di San Bernardino da Siena, risalente al XV secolo. All’interno tre sono gli altari: quello maggiore, con una teca contenente reliquie di San Bernardino; e due laterali, più piccoli, con decorazioni a stucco.
- Torre Mangone, uno degli edifici più caratteristici, domina una antica via fiancheggiata da campi; costruzione settecentesca, presenta la struttura tipica dei fortini di difesa con due torri angolari di vedetta, successivamente usate come colombaie;
- Palazzo baronale de Conciliis, dimora dei signori del borgo che lo governarono quasi ininterrottamente dal secolo XVI all’eversione della feudalità. Il palazzo, secondo le esigenze del feudo, edificato a metà strada tra Torchiara e la frazione di Copersito è in una posizione particolarmente strategica per consentire il controllo dell’antica via che collegava il fondovalle a Laureana, alla stessa Torchiara e a Ogliastro Cilento. La dimora, del secolo XVI, è caratterizzato da due torri di altezza e forma diverse, una quadrata ed una circolare (quest’ultima un tempo adibita a prigione). Accanto al palazzo la cappella dell’Annunciazione, dove si celebravano le messe per ‘esclusiva devozione del barone’. Di fronte al palazzo, e accanto alla torre delle prigioni, la cappella della Madonna delle Grazie, un tempo riservata alle celebrazioni festive e alla ‘devozione della baronessa’.

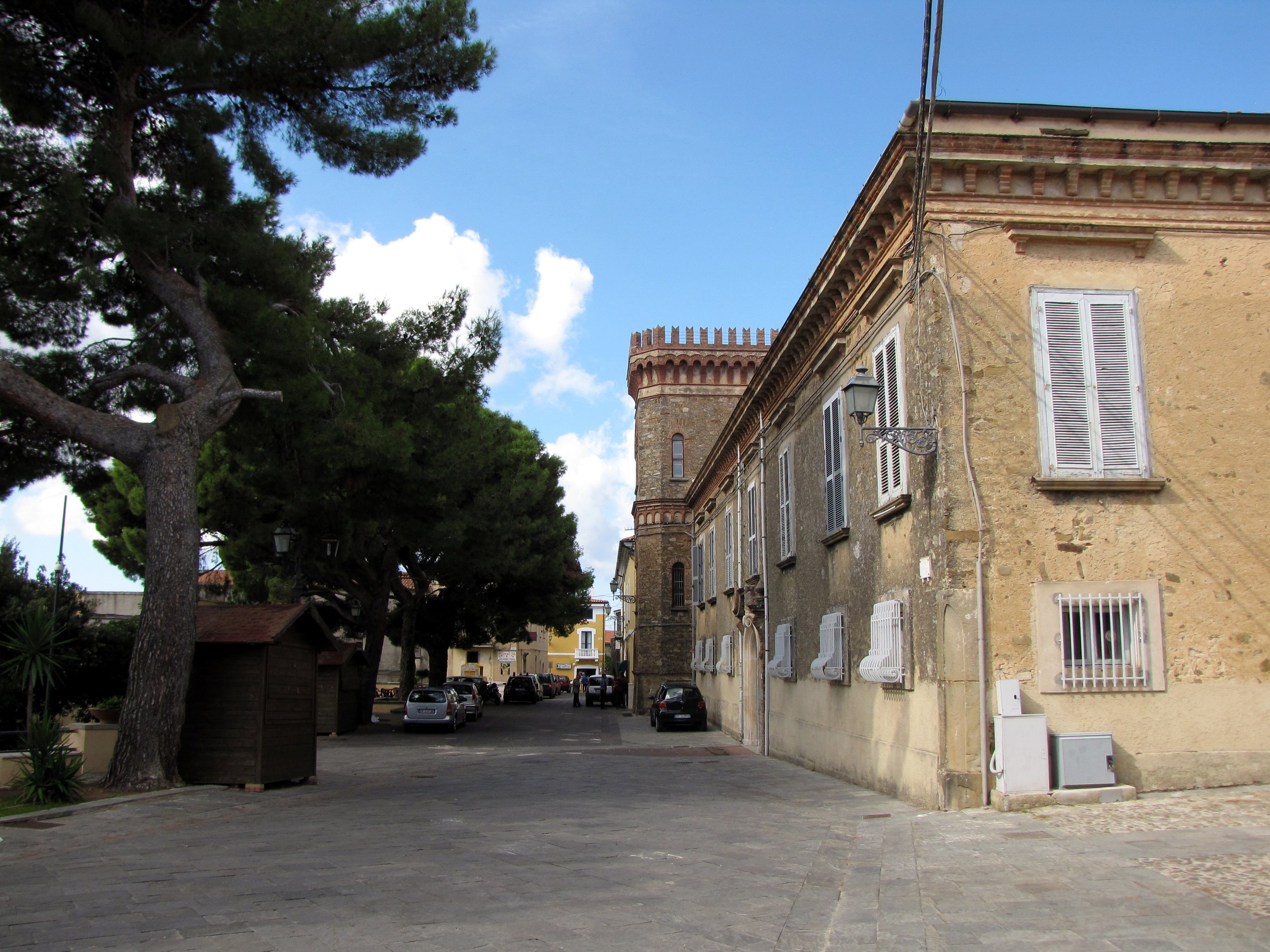
Palazzo Torre
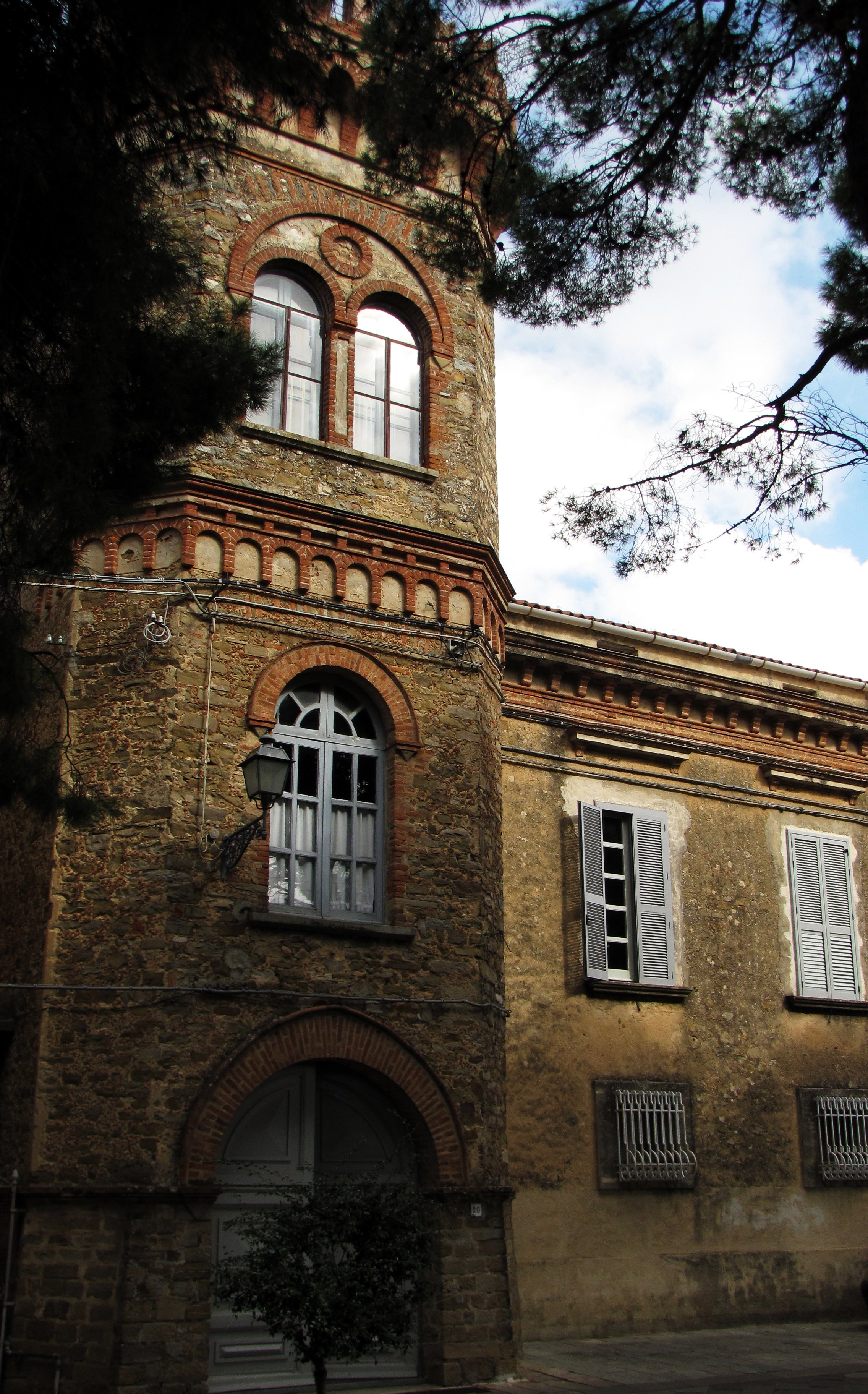
Dettaglio della torre quadrangolare di Palazzo Torre
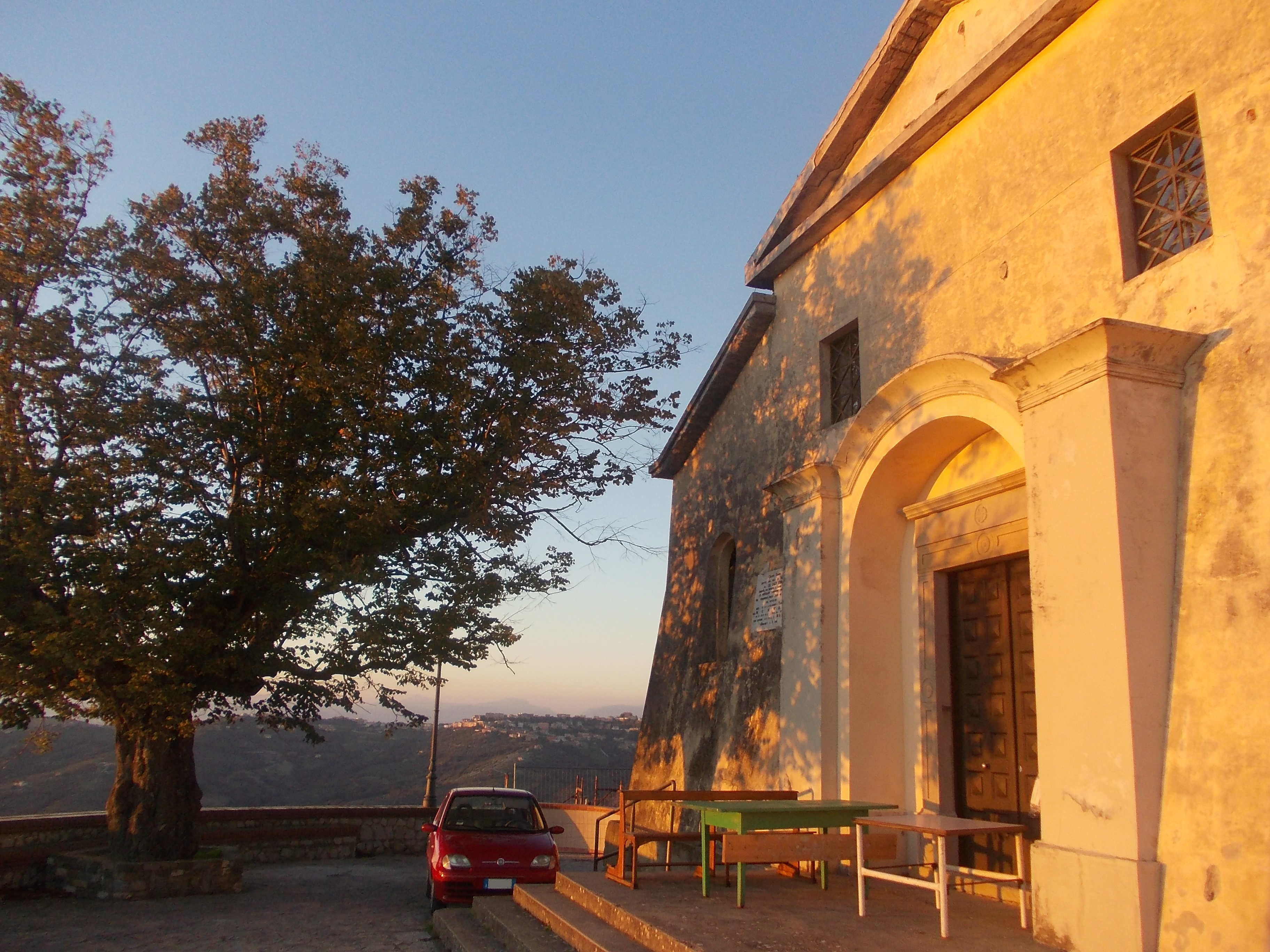
Chiesa del Santissimo Salvatore
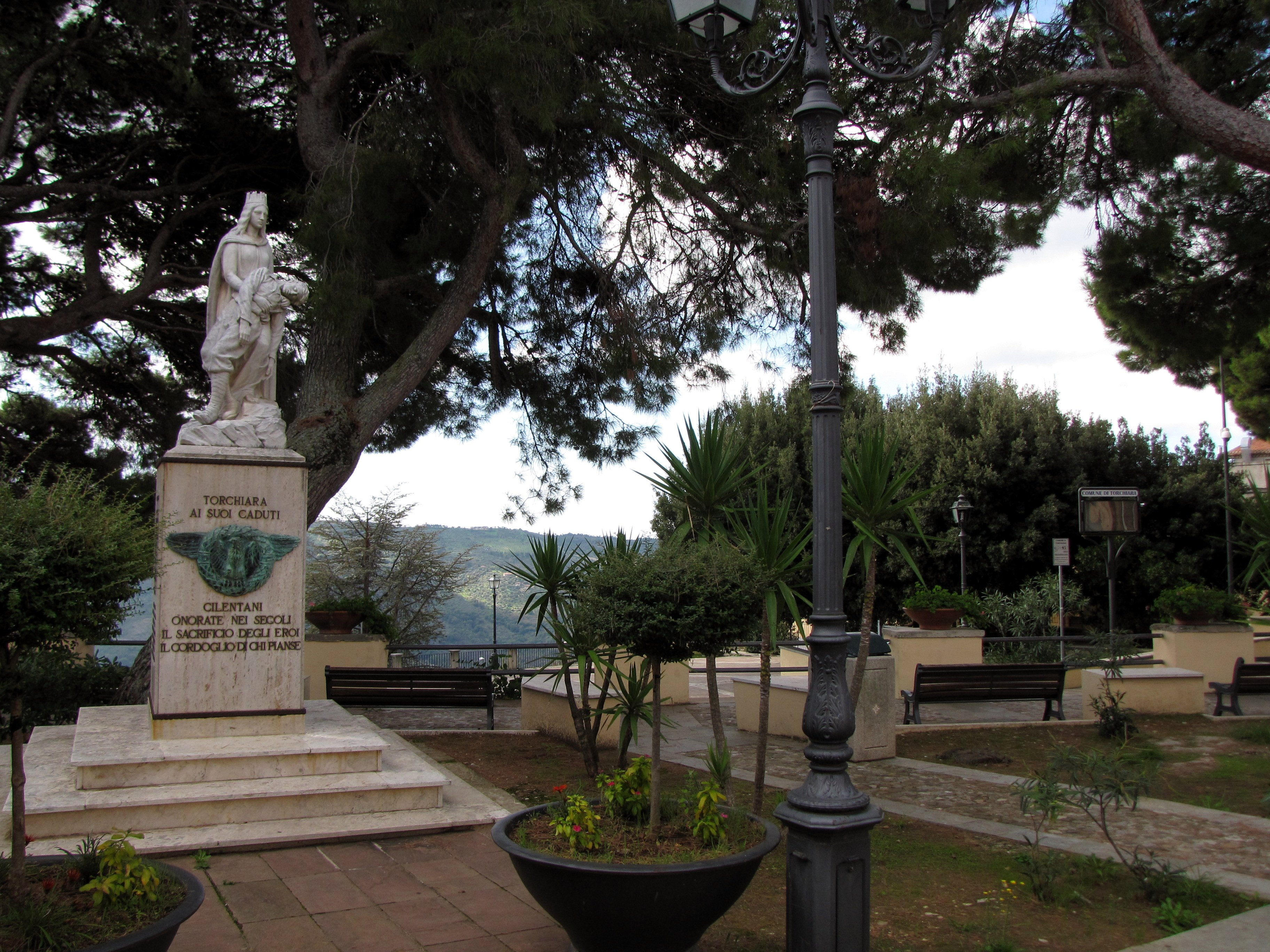
Monumento ai Caduti
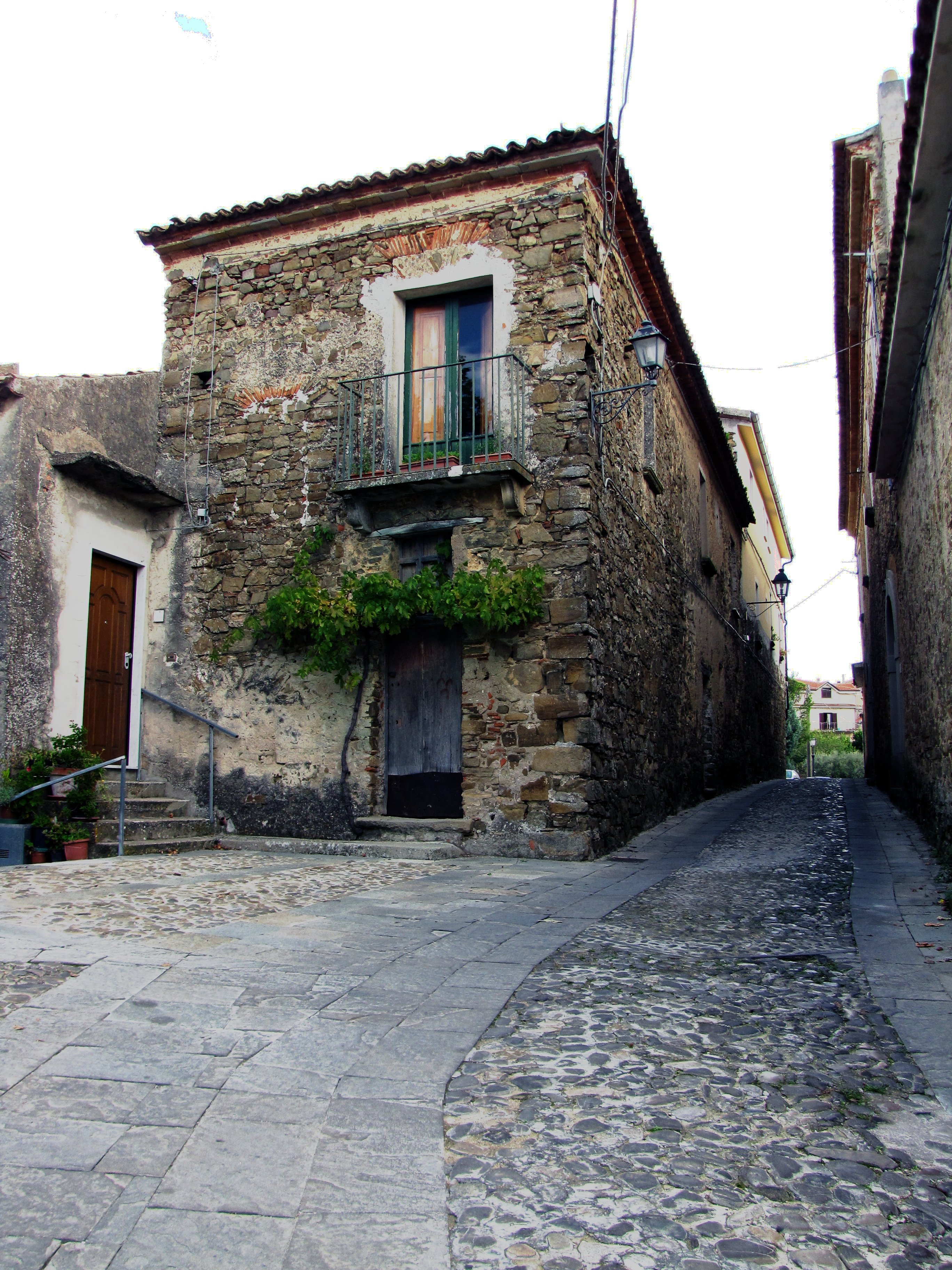
Dettaglio della zona Soprana

## Società

### Evoluzione demografica
Abitanti censiti

## Economia

### Agricoltura
Nel comune si coltivano viti, ulivi e fichi. In particolare il fico bianco D.O.P., così detto per la colorazione chiara della buccia dei frutti una volta essiccati, viene lavorato ed esportato in tutto il mondo. Il territorio è disseminato di passolare, tipiche costruzioni rurali con forni per l'essiccamento dei fichi; alcune di esse oggi costituiscono punti di interesse turistico.

## Infrastrutture e trasporti

### Strade
- Strada statale 18 Tirrena Inferiore.
- Strada provinciale 46 Innesto SS 18 (Tempetelle)-Innesto SP 15 (Mercato Cilento).
- Strada provinciale 86 Innesto SS 18-Torchiara-Stazione FS di Torchiara.
- Strada provinciale 165 Innesto SP 86-Torchiara.
- Strada provinciale 256 Innesto SS 18-Sant'Antonio Abate-Copersito.

## Amministrazione
| Periodo        | Periodo        | Primo cittadino   | Partito                      | Carica  | Note |
| -------------- | -------------- | ----------------- | ---------------------------- | ------- | ---- |
| 23 aprile 1995 | 13 giugno 1999 | Francesco Alfieri | Centro Cristiano Democratico | Sindaco |      |
| 13 giugno 1999 | 12 giugno 2004 | Francesco Alfieri | Partito Popolare Italiano    | Sindaco |      |
| 12 giugno 2004 | 7 giugno 2009  | Raffaello Gargano | La Margherita                | Sindaco |      |
| 7 giugno 2009  | 26 maggio 2014 | Raffaello Gargano | La lista dell'unione         | Sindaco |      |
| 26 maggio 2014 | 27 maggio 2019 | Massimo Farro     | L'unione                     | Sindaco |      |
| 27 maggio 2019 | 10 giugno 2024 | Massimo Farro     | L'unione                     | Sindaco |      |
| 10 giugno 2024 | in carica      | Massimo Farro     | L'unione                     | Sindaco |      |

### Altre informazioni amministrative
Il comune fa parte dell'Unione dei comuni Alto Cilento.
Le competenze in materia di difesa del suolo sono delegate dalla Campania all'Autorità di bacino regionale Sinistra Sele.

## Sport
Hanno sede nel comune due società calcistiche: Atletik Torchiara, squadra nata nel 1981, militante nel campionato di seconda categoria 2024-2025 girone L e la società A.S.D. S. Antuono disputante la terza categoria 2020-2021. Dal 2008 al 2014 si è svolta a Torchiara la Granfondo BCC dei Comuni Cilentani, una manifestazione cicloturistica ed agonistica. Dal 2021 viene organizzata una manifestazione sportiva per i ragazzi del Cilento, le Cilentiadi.

### Impianti sportivi
Ha sede nel comune il palazzetto dello sport Palacilento. Inaugurato nel 2008, ha una superficie totale coperta di 2.500 metri quadrati, con due tribune laterali da 1.000 posti. In caso di concerti ed eventi è inoltre possibile accogliere altre 1.500 persone sul terreno di gioco, per un totale di quasi 2.500 posti.